# La Voz de Asturias

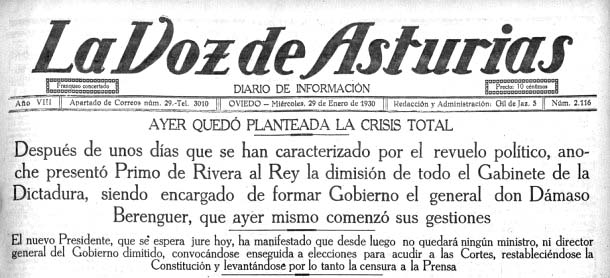
Numéro du 29 janvier 1930.

La Voz de Asturias est un quotidien asturien créé le 10 avril 1923 et publié la dernière fois le 19 avril 2012. Sa ligne éditoriale se définissait comme libérale et progressiste. Ce journal a appartenu à partir de 1986 au groupe de presse ZETA. Il était dirigé par Luis Mugueta (es).